# Diantong
Diantong Film Company o Denton Film Studio (xinès: 電通影片公司) va ser un estudi i productora de cinema que va operar durant la dècada de 1930 a Shanghai (Xina).

## Història
Diantong Film Company va ser un estudi de cinema i una companyia de producció cinematogràfica de curta durada però important durant la dècada de 1930 a Shanghai. Tot i que només va produir quatre pel·lícules durant la seva existència entre 1934 i 1935, les quatre pel·lícules es van convertir en exemples importants del cinema xinès d'esquerres dels anys trenta. De tots els estudis de cinema de l'època, Diantong tenia la connexió més estreta amb el Partit Comunista de la Xina.
Els orígens de Diantong van ser una empresa d'equips de so i de gravació, fundada l'any 1933 per quatre enginyers amb formació nord-americana per aprofitar el canvi gradual de les pel·lícules mudes a les sonores. Entre altres aparells, van desenvolupar un equip de gravació, el "三友式 (Sanyou shi)" (Tres amics) que va tenir un èxit important i els seus tres desenvolupadors fins i tot van rebre, el 1934, un premi en metàl·lic per la Comissió de Supervisió de la Indústria Cinematogràfica (電影事業指導會員會) del govern a Nanjing.
Diantong va ser fonamental a l'hora de portar al públic xinès algunes de les primeres pel·lícules sonores , inclosa "Song of the Fishermen" produïda el 1934 per Lianhua, dirigida per Cai Chusheng. Amb aquests èxits i amb l'ajuda d'un dels cosins del fundador, Situ Huimin, un gran cineasta i intel·lectual d'esquerres, l'empresa d'equipaments es va transformar com a estudi de cinema independent l'any 1934. Inicialment s'hi van sumar Shen Duanxian, i Tian Han que van incorporar joves talents com Yuan Muzhi, Ying Yunwei i Xu Xingzhi, actors com Tang Huaiqiu, Shi Chao i Cai Ruohong i actrius com Chen Bo'er, Wang Renmei i Wang Ying i també múics com Nie Er, Lu Ji i He Luting.
Com a material de comunicació i promoció Diantong va editar una revista gràfica que va arribar a tenir una tirada de 40.000 exemplars.
Malgrat l'èxit de les primeres produccions, el 1935, Diantong va haver de tancar, resultat de la pressió del govern del Guomintang a causa de la seva orientació política i dels problemes financers. Una part del seu equip es va incorporar a la recentment creada Xinhua Film Company de Zhang Shankun. Mentrestant, molts dels millors talents de Diantong, inclosos Ying Yunwei i Yuan Muzhi, van ser reclutats al recentment format Studio 2 de Mingxing Film Company, centrat en el cinema d'esquerres.

## Filmografia
L'empresa en el seu any i mig d'existència només va produir quatre pel·lícules:

#### Plunder of Peach and Plum
El 1934 Diantong va produir la seva primera pel·lícula "桃李劫" (Plunder of Peach and Plum) protagonitzada per Chen Bo'er, dirigida per Ying Yunwei, amb guió de Yuan Muzhi. Va ser seleccionada pel Nationalist Central Film Censorship Comitte (中央电影检查委员会的成立), organisme estatal, per a representar a la República en diversos festivals de cinema internacionals.
Plunder of Peach and Plum, també coneguda com Disaster of Peaches and Plums, parla de la ruïnosa trobada d'una parella jove idealista que topa amb la realitat després de graduar-se de l'escola. Presenta una acusació punyent contra una societat corrupta i despietada alhora que expressa una profunda simpatia pels joves i els indefensos. Una novetat important i atractiva de la pel·lícula van ser una de les seves cançons "The Graduation Song" (畢業歌 "Biye ge") amb lletra de Tian Han i música de Nie Er, que va ser un èxit instantani i, sens dubte, va tenir un impacte encara més gran que la pròpia pel·lícula.

#### Children of Troubled Times
Children of Troubled Times (风云儿女) (Feng yun er niu) també coneguda com Young Men During War, produïda el 1935 va ser dirigida per Xu Xingzhi amb guió de Tian Han.
El tema principal de la pel·lícula, "La marxa dels voluntaris", amb lletra de Tian Han i música de Nie Er, va ser seleccionat com a himne nacional provisional de la República Popular de la Xina el 1949 que es va aprovar de forma definitiva a la Constitució de la República el març de 2004.

#### Spirit of Freedom
Spirit of Freedom, també coneguda com Goddess of Freedom i Statue of Liberty, va ser la primera pel·lícula dirigida per Situ Huimin, amb guió de Xia Yan i protagonitzada per Wang Ying i Shi Chao. Atès que l'any 1925 Situ Huimin va viure personalment la "Shakee Massacre" a Shaji, Canton, va intercalar a la pel·lícula moltes imatges documentals amb noticies dels fets.

#### Scenes of City Life
Scenes of City Life, també coneguda amb el títol de Cityscape i City Scenes (都市风光). Considerada la primera comèdia musical del cinema xinès. Escrita i dirigida per Yuan Muzhi. Entre les actrius que hi van participar destaca la presència de Lan Ping, de nom real Jiang Qing,que va ser la tercera esposa de Mao Zedong, que en l'època de la Revolució Cultural va tenir un paper polític destacat com a membre de la "Banda dels Quatre".
Per la composició de la banda sonora de la pel·lícula, els productors hi van destinar una part important del pressupost, amb música de He Luding, i la col·laboració del compositor italià Mario Paci i l'Orquestra Municipal de Shanghai.